# Eucosmophora pithecollobiae
Eucosmophora pithecollobiae är en fjärilsart som beskrevs av Davis och Wagner 2005. Eucosmophora pithecollobiae ingår i släktet Eucosmophora och familjen styltmalar.
Artens utbredningsområde är Belize. Inga underarter finns listade i Catalogue of Life.